# Friedrich Adolf von Willisen

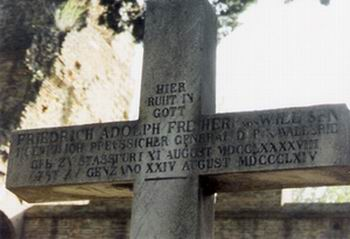
Inscription sur la croix funéraire

Friedrich Adolf baron von Willisen (né le 11 août 1798 à Staßfurt et mort le 24 août 1864 à Genzano près de Rome) est un général de cavalerie prussien, écuyer en chef et diplomate.

## Famille
Friedrich Adolf baron von Willisen est le plus jeune fils du maire de Staßfurt Karl Wilhelm Hermann von Willisen (1751-1807) et de Friederike von Trotha (1768-1826). Comme son frère Karl Wilhelm, il se marie le 11 novembre 1834 à Berlin avec la fille du général de division Johann Georg Emil von Brause, Pauline von Brause (1815–1880). Le mariage donne naissance à trois enfants Johann Georg Emanuel (1837-1905), Friedrich Wilhelm (1839-1875), Elisabeth Ludovica Anna (1846-1894).

## Biographie
Après sa scolarité à l'Institut Basedow (de) de Dessau, Willisen s'engage en 1815 en tant que junker dans le 27e régiment d'infanterie de l'armée prussienne et combat dans les batailles de Ligny et de Wavre.
Après les guerres napoléoniennes, il étudie à l'École générale de guerre de Berlin puis est muté à l'état-major général. En 1827, il rejoint l'état-major général du 2e corps d'armée. C'est là qu'il entre en contact étroit avec le prince héritier prussien de l'époque, plus tard le roi Frédéric-Guillaume IV et qui, depuis cette époque, est resté en relation amicale avec Willisen. Parallèlement à cette activité, Willisen est également employé comme professeur à l'école générale de guerre ainsi qu'à l'école combinée d'artillerie et du génie
En 1837, il reçoit l'autorisation de participer à la campagne française d'Alger. À son retour, il s'engage dans la cavalerie. Après l'arrivée au pouvoir du roi de Prusse Frédéric-Guillaume IV, celui-ci le nomma son adjudant. Deux ans plus tard, tout en conservant son poste de lieutenant d'aile du roi, Willisen devient colonel et commandant du 10e régiment de hussards (de).
Au cours de l'année révolutionnaire 1848, il est relevé de ce commandement et nommé général de division à la suite du roi. La même année, Willisen participe à la campagne d'Autriche en Italie dans l'état-major du maréchal Radetzky, pour laquelle il reçoit l'Ordre Pour le Mérite. Après la fin de la campagne, Willisen commande brièvement la 13e brigade de cavalerie à Münster puis la 8e brigade de cavalerie à Erfurt.
En 1856, il est nommé commandant de la 6e division d'infanterie, lieutenant-général et adjudant- général du roi, qui apprécie énormément cet officier plein d'esprit, cultivé et ouvert sur le monde. Willisen a une grande influence sur le monarque et, en tant que président d'une commission chargée d'examiner l'armement et l'équipement de l'infanterie et de la cavalerie, il tente d'imposer différentes innovations à l'armée prussienne. C'est surtout sur la question de l'introduction d'un système d'équitation selon François Baucher et du remplacement du fusil à percussion par le fusil Minié, qu'il envisage, que Willisen entre en conflit avec le commandant en chef de l'armée prussienne, le frère du roi et futur empereur Guillaume Ier, qui s'oppose à ces réformes.
Un an avant sa grave maladie, Frédéric-Guillaume IV impose la nomination de Willisen comme son maître d'écurie en chef, malgré la vive opposition des forces conservatrices de la cour de Prusse.
Durant la régence du prince de Prusse, Willisen est chargé de diverses missions diplomatiques. Il passe en revue les troupes saxonnes pour le compte de la Confédération germanique, participe aux funérailles du maréchal Radetzky en tant que représentant de la Prusse, est envoyé en mission diplomatique à Vienne et Constantinople et en 1861 à Paris pour annoncer à Napoléon III l'accession au trône de Guillaume Ier en tant que roi de Prusse.
Lorsque la Prusse reconnaît le royaume d'Italie le 23 juillet 1862, Willisen est nommé par le gouvernement prussien premier ambassadeur à la cour royale italienne. Il exerce cette haute fonction diplomatique jusqu'au début de l'année 1863, afin de succéder en cette même qualité à Karl Friedrich von Canitz et Dallwitz, malade, au poste de légation de la Prusse auprès du Vatican au Palazzo Caffarelli au Capitole. L'attitude raffinée et pleine de tact de Willisens est extrêmement appréciée au Vatican et une relation extrêmement bienveillante règne entre la Prusse et le Vatican durant son mandat. "Il aime l'art et la science, a des opinions politiques raisonnables, est humain en tout - tout en étant le véritable adjudant-général berlinois plein d'esprit du spirituel Frédéric-Guillaume IV.
Dès la deuxième année de son activité au Saint-Siège, Willisen tombe malade d'une forte fièvre lors de son séjour estival à la Villa Cesarini à Genzano, sur le lac de Nemis. Il meurt le 24 août 1864 et est enterré au cimetière protestant de la Pyramide de Cestius à Rome. Willisen est le premier et le dernier général à occuper le poste de légation prussienne au Vatican. Avec lui est aussi "le dernier envoyé pacifique de la Prusse au Vatican" car parmi ses successeurs "de grandes tensions entre la Prusse et le Vatican sont à l'ordre du jour".

## Promotions militaires
- Sergent 1815
- Sous-lieutenant 1816
- Premier lieutenant 1826
- Major 1838
- Lieutenant-colonel 1844
- Colonel 1847
- Général de division 1852
- Lieutenant-général 1856
- Général de cavalerie 1863

## Décorations
- Officier de la Légion d'honneur 1838
- Officier de l'Ordre de Léopold 1842
- Croix de commandeur 1re Classe de l'Ordre d'Henri le Lion 1847
- Ordre de l'Aigle rouge de 2e classe avec feuilles de chêne et étoile 1856
- Ordre royal des Guelfes 1857
- Ordre de Sainte-Anne de 1re classe en brillants 1857
- Grand-croix de l'ordre impérial de Léopold 1858
- Grand-croix de l'ordre d'Aviz 1858
- Grand-croix de l'ordre d'Albert 1858
- Ordre de l'Aigle blanc 1859
- Grand-croix de l'ordre de Saint-Michel 1860
- Ordre de la Couronne de fer de 1re classe avec décoration de guerre 1860
- Croix de grand commandeur de l'ordre de Hohenzollern 1861
- Grand-croix de l'ordre d'Albert l'Ours 1861
- Ordre du Médjidié de Ire classe 1861
- Grand-croix de l'ordre de Frédéric 1861